# 渡口政吉

渡口 政吉（とぐち せいきち、1917年5月20日 - 1998年8月31日 ） は、日本の空手家。沖縄県那覇市出身。剛柔流開祖の宮城長順と比嘉世幸に教えを受ける。沖縄空手道剛柔流尚禮館初代館長。
沖縄空手道剛柔流尚禮会初代会長、元代々木修練会空手道場師範、元東京都空手道連盟相談役、元東京都中野区空手道連盟相談役、元法政大学沖縄空手道剛柔会師範

## 人物
少年時代、父から空手（唐手）の基本技を学ぶ。15歳の時、比嘉世幸の道場で剛柔流空手を学び、後に宮城長順の門下生となる。比嘉世幸には33年以上、宮城長順には25年以上師事した。宮城長順は渡口の父と個人的な友人であったため、渡口の家を何度も訪れており、その時の会話はほとんど空手の話となり、朝方まで続いたという。
第二次世界大戦が始まるまで、渡口は本格的に空手の鍛錬に打ち込んだ。1946年、沖縄に戻った渡口は、沖縄戦で荒廃した人々と故郷を目の当たりにした。宮城長順は3人の子供と先輩の1人を失い、また比嘉世幸は妻を亡くしていた。宮城長順は警察学校で教え始め、比嘉世幸は渡口の家に身を寄せた。このとき比嘉は仲人役も務め、渡口に春子という女性を紹介し、結婚した。
1949年、渡口は比嘉世幸と共に、糸満に戦後初めてとなる剛柔流空手道場(剛柔流研究所)を開き、渡口は師範に任命された。この剛柔流研究所は宮城長順の高弟で、医師であった神谷仁清から糸満の土地を貸りた場所であった。宮城長順は亡くなる前に、全ての高度な型と教えを渡口に伝えた。この教えは、古流型の隠された技を解き明かす方法を解説している。
1953年、渡口は現在の沖縄市中の町に空手道剛柔流研究所を開設した。宮城長順が10月に死去したのち、尚礼館へと改称した。尚礼館道場は米軍基地嘉手納飛行場のすぐ近くにあり、駐留米軍人らは武道に大きな関心を寄せていた。渡口の道場にはアメリカ人が増えており、渡口は言葉の壁を乗り越えるために、進歩的な指導法を考案する必要があると考えた。宮城長順の構想を発展させた渡口は、漸進的な型の体系をさらに発展させ、型の応用を説明するために型の分解と基礎組手を加えた。アメリカ本国における沖縄空手の初期のパイオニアの多くは、沖縄にて渡口に師事していた。また剛柔流振興会会長であった宮城長順の死去により剛柔流振興会を空手道剛柔会（会長・比嘉世幸）に改称し、渡口は副会長に就任した。
1956年、沖縄空手道連盟が結成され、渡口は理事に就任した。
1958年（昭和33年）、全沖縄体育祭で体系化された型の分解組手を演武披露した。沖縄の二大新聞であった沖縄タイムスと琉球新報がこの尚禮館空手を報道し、沖縄空手界の注目を得る。米軍の階級制度に倣い、沖縄では初めてとなる、胸マーク、段位、級の色帯を導入し、その後、各道場が昇級、昇段審査を制定するようになった。
1960年、渡口は沖縄空手と尚礼館を広めるため、日本本土への移住を決意した。それからの数年間、冬は沖縄、夏は東京を行き来した。最初に中野区神明氷川神社で屋外練習を行い、そこで「白鶴」の型を創作した。
1962年、東京都目黒区に初の尚礼館道場が開設され、1966年には玉野工務店（弟子の玉野十四雄の父が設立）の協力を得て尚礼館本部東京道場が建設された。
アメリカには、ジェイ・トロンブリー（テキサス州）、Shouichi Yamamoto（カンザス大学）、ジョン・ローズベリー（ネブラスカ州）など、すでに尚礼館の門下生や指導者がいたが、渡口は1968年、タカハタイチロウを尚礼館代表としてアメリカに派遣し、アメリカ本部を設立した。
1969年、ニューヨークに尚礼館アメリカ本部を設立。
1972年、渡口はコヤブトモアキをカナダに派遣し、尚礼館カナダ道場の指導にあたらさせると、渡口は妻・春子とともに何度もカナダとアメリカを訪れた。
1982年、ヨーロッパ全土に尚礼館を広めるためにニューヨークから玉野十四雄を派遣し、イタリアのミラノ道場を開設した。
1980年台後半まで国内道場とアメリカ、カナダ、プエルトリコ、ヨーロッパ各国の海外道場を訪れ指導にあたった。
1998年8月31日死去　享年81歳。

## 来歴
1917年（大正6年）5月、沖縄県那覇区（現・那覇市）に生まれる。。
1933年（昭和8年3月）、16歳の時に剛柔流開祖宮城長順の弟子である比嘉世幸の道場に入門。比嘉世幸と宮城長順の両方に教えを受ける。。
1942年（昭和17年）4月、南スマトラ・パレンバン製油所に軍属として勤務。その間、軍人および現地人に空手を指導した。。
1946年（昭和21年）、終戦により沖縄県糸満市に復員。。
1947年（昭和22年）、比嘉世幸と共に戦後初めてとなる剛柔流空手道場「剛柔流研究所」を創設し指導を始める。。
1948年（昭和23年）、糸満地区体育修練会の空手の部の師範となる。。
1952年（昭和27年）、宮城長順を会長とする剛柔流振興会が結成され、常任理事に就任した。。
1953年（昭和28年）、空手道剛柔流研究所を現在の沖縄市中の町に開設。宮城長順が10月に死去し尚礼館へと改称した。また剛柔流振興会会長であった宮城長順の死去により剛柔流振興会を空手道剛柔会（会長・比嘉世幸）に改称し、副会長に就任した。。
1956年（昭和31年）、沖縄空手道連盟が結成され、理事に就任した。。
1958年（昭和33年）、全沖縄体育祭で型分解を演武披露した。。
1960年（昭和35年）4月16日、那覇に寄港した南極観測船「宗谷」歓迎会において空手演武を行った。。
1960年（昭和35年）10月、剛柔流空手を日本本土へ普及する為に上京し、最初は東京都中野区氷川神社の境内で屋外稽古を行ったのち、代々木修練会空手道場にて指導を開始する。以後冬は沖縄と夏は東京を行き来し活動した。。
1962年（昭和37年）、東京都目黒区に、尚礼館目黒道場を開設。。
1963年（昭和38年）5月、法政大学剛柔会を創立し、師範に就任する。。
1963年（昭和38年）6月、東京都中野区南部公会堂において、 第１回尚礼館空手道大会を開催した。。
1965年（昭和40年）8月、全沖縄空手道選手権および演武大会を開催した。。
1966年（昭和44年）4月、東京本部道場を新築し開設。また同年にニューヨークに尚礼館アメリカ本部を設立した。。　
1970年（昭和45年）4月、東京で行われた沖縄国政参加祝賀記念大会において演武を行う。。
1970年（昭和45年）10月、全日本空手道連盟主催の第１回世界空手道選手権大会において参加、模範演武を行う。。
1972年、バンクーバーにカナダ尚礼館を設立した。
1978年（昭和53年）6月、日本外国特派員協会において「沖縄を紹介する夕べ」の催しで空手道演武を行う。。
1982年（昭和57年）9月、カナダ尚礼館十周年大会において指導演武を行う。。
1983年（昭和58年）8月、宮城長順先生慰霊三十周年顕彰会および尚礼館創立三十周年記念、演武大会を開催。。
1986年（昭和61年）3月19日、角川文庫より『空手の心』を出版した。

## 創作型
以下渡口政吉が創作した空手の型の一覧
- 撃砕第三
- 撃破第一
- 撃破第二
- 鶴破第一
- 鶴破第二
- 白鶴の型
- 白鶴の舞（白鶴の型に山内盛彬の作曲した伴奏がつく）
- 合掌の型
- 基礎組手　1段～10段

## 映画「ベスト・キッド」での逸話
- 映画「ベスト・キッド」の脚本家ロバート・マーク・ケイメンは当時ニューヨーク尚礼館を指導し現在国際尚礼館館長の玉野十四雄の弟子である。
- 映画「ベスト・キッド」の劇中に登場するダニエル・ラルーソー（ラルフ・マッチオ）が試合中に両手を広げ片足で相手を蹴りあげる鶴の構えは、剛柔流尚礼館の渡口政吉が創作した「白鶴の型」をモチーフにしている。
- ノリユキ・パット・モリタが扮する沖縄出身の空手の使い手「ミヤギ」のモデルは、当時脚本家が所属していた尚礼館初代館長の渡口だとされている。

## 著書
- 『空手の心』　1986年（昭和61年）3月19日発行　角川書店[2]
- 『空手道教本（I）』　1990年（平成2年）5月20日発行　沖縄空手道剛柔流尚礼舘本部[3]
- 『空手道教本（II）』　1999年（平成11年）8月15日発行　沖縄空手道剛柔流尚礼舘本部[4]

## 尚礼館道場訓
拳の道は又禅の心でもある。沖縄空手剛柔流尚礼館は拳を学び、修めんと志す人々の為に、六個条の拳章を定めて学修の指針とする。
一、礼節を尊ぶべし
一、和の心を養うべし
一、忍耐する事を学ぶべし
一、精進に徹すべし
一、心と技の一致に務べし
一、空手道の信条を生活にいかすべし

## 逸話
- 元沖縄国際大学学長で沖縄副知事を務めた富川盛武は、明治大学大学院在籍中に週1、2回に東京新宿にある尚礼館の道場へ通い、渡口政吉師範の稽古を受けていた。
- 法政大学在籍中だった菅義偉も稽古に励んでいた事を富川盛武が副知事に転身後、官邸での挨拶の時に知り、渡口政吉の師匠である宮城長順の言葉「人に打たれず、人を打たず、事なきをもととするなり」を御礼状に添える[5]。

## 弟子
・沖縄時代の弟子で、のちに独立した空手家は次のとおりである。
新城正信（沖縄空手道剛柔流尚武館）
兼井勝良（剛柔流神武館）
當山全秋（琉球国技空手道剛柔流天武心治館）
境龍剛　（沖縄剛柔流空手道龍心会）
ジェイ・トロンブリー(テキサス州）
ジョン・ローズベリー(ネブラスカ州　尚礼尚武館)
久場良男（沖縄剛柔流拳法拳武館）
池原英樹（沖縄伝統空手剛柔流池原塾）

・東京時代の弟子で、尚礼館を継承または独立した空手家は次のとおりである。
Toshio Tamano（Shorei-Kan USA、Shorei-Kan Europe）
Tomoaki Koyabu（バンクーバーShoreikan Karate Club ）
Ichiro Takahata(オクラホマ州　Samurai Saki House)
 Shouichi Yamamoto（カンザス大学）
伊藤孝三郎（尚礼会）
平川樹高　（尚禮舘）

## 渡口政吉の系譜の国内・海外道場
・琉球国技空手道剛柔流天武心治館（沖縄県沖縄市）
・沖縄空手道剛柔流尚武館（沖縄県沖縄市）
・沖縄空手道拳法会拳武館（沖縄県沖縄市）
・沖縄剛柔流空手道龍心会（鹿児島県鹿児島市）
・沖縄伝統空手剛柔流池原塾（沖縄県金武町）
・沖縄空手道剛柔流 尚礼館 尚礼会（東京都中野区）
・沖縄剛柔流空手道 尚禮館 平川道場（宮崎県都城市）
・尚礼尚武館（アメリカ・ネブラスカ州）　
・Shorei-Kan USA
・Shorei-Kan Europe
・Shoreikan Karate Club（カナダ・バンクーバー）
・TATSU-KAN DOJO 龍館道場（アメリカ・オクラホマ）
・カンザス大学　Karate Club（カンザス州）